# Heliotropium microspermum
Heliotropium microspermum är en strävbladig växtart som beskrevs av E.J.Thomps. Heliotropium microspermum ingår i Heliotropsläktet som ingår i familjen strävbladiga växter. Inga underarter finns listade i Catalogue of Life.